# Канабиноиден рецептор
Канабиноидните рецептори са G-протеин свързани рецептори, двата основни типа от които са CB1 и CB2. Активират се от ендоканабиноиди като анандамида и фитоканабиноиди като тетрахидроканабинола.